# Дисевиця
Дисе́виця (болг. Дисевица) — село в Плевенській області Болгарії. Входить до складу общини Плевен.

## Населення
За даними перепису населення 2011 року у селі проживали 874 особи.
Національний склад населення села:
| Національність   | Кількість осіб | Відсоток |
| ---------------- | -------------- | -------- |
| цигани           | 472            | 57,3%    |
| болгари          | 351            | 42,6%    |
| турки            | 0              | 0%       |
| Всього відповіли | 824            |          |

Розподіл населення за віком у 2011 році:
Динаміка населення: